# Herencia extranuclear
La herencia extranuclear (también, herencia citoplasmática, herencia citoplásmica, genética citoplásmica) es la transmisión de genes que se produce fuera del núcleo celular. Se encuentra en la mayoría de los eucariotas y se sabe que ocurre comúnmente en los orgánulos citoplasmáticos como las mitocondrias y los cloroplastos o de parásitos celulares como virus o bacterias.

## Orgánulos

Las mitocondrias contienen su propio ADN. Las madres las transmiten a sus hijos a través del citoplasma del huevo.

Las mitocondrias son orgánulos que funcionan para transformar la energía como resultado de la respiración celular. Los cloroplastos son orgánulos que funcionan para producir azúcares a través de la fotosíntesis en plantas y algas. Los genes ubicados en las mitocondrias y los cloroplastos son muy importantes para la función celular adecuada. El ADN mitocondrial y otros tipos de ADN extranucleares se replican independientemente del ADN ubicado en el núcleo, que generalmente está dispuesto en cromosomas que solo se replican una vez antes de la división celular. Sin embargo, los genomas extranucleares de las mitocondrias y los cloroplastos se replican independientemente de la división celular. Se replican en respuesta a las crecientes necesidades de energía de una célula que se ajustan durante la vida útil de esa célula. Dado que se replican independientemente, la recombinación genómica de estos genomas rara vez se encuentra en la descendencia, a diferencia de los genomas nucleares en los que la recombinación es común. 

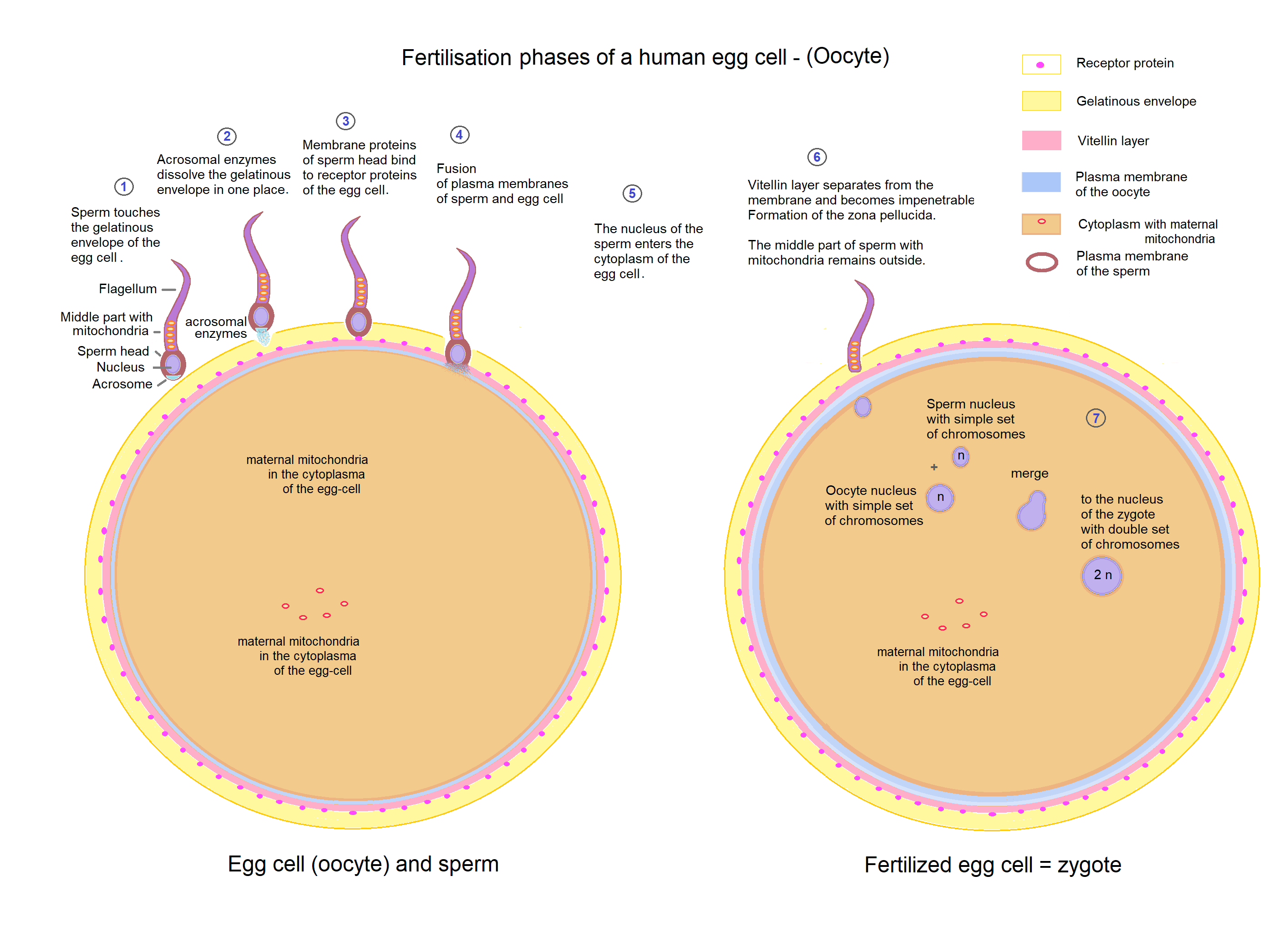

Las enfermedades mitocondriales se heredan de la madre, no del padre. Las mitocondrias con su ADN mitocondrial ya están presentes en el óvulo antes de que un espermatozoide lo fertilice. En muchos casos de fertilización, la cabeza del esperma ingresa al óvulo; dejando atrás su parte media, con sus mitocondrias. El ADN mitocondrial de los espermatozoides a menudo permanece fuera del cigoto y queda excluido de la herencia. 

## Parásitos
También es posible la transmisión extranuclear de genomas virales y bacterias simbióticas. Un ejemplo de transmisión del genoma viral es la transmisión perinatal. Esto ocurre de madre a feto durante el período perinatal, que comienza antes del nacimiento y termina aproximadamente 1 mes después del nacimiento. Durante este tiempo, el material viral puede pasar de madre a hijo en el torrente sanguíneo o la leche materna. Esto es de particular preocupación con las madres portadoras de virus VIH o Hepatitis C. Las bacterias citoplasmáticas simbióticas también se heredan en organismos como los insectos y los protistas.

## Tipos
Existen tres tipos generales de herencia extranuclear. 
- La segregación vegetativa resulta de la replicación aleatoria y la división de los orgánulos citoplasmáticos. Ocurre con cloroplastos y mitocondrias durante las divisiones de células mitóticas y da como resultado células hijas que contienen una muestra aleatoria de los orgánulos de la célula madre. Un ejemplo de segregación vegetativa es con las mitocondrias de células de levadura que se replican asexualmente.
- La herencia uniparental ocurre en genes extranucleares cuando solo uno de los padres contribuye con el ADN orgánulo a la descendencia. Un ejemplo clásico de transmisión genética uniparental es la herencia materna de las mitocondrias humanas. Las mitocondrias de la madre se transmiten a la descendencia en la fertilización a través del óvulo. Los genes mitocondriales del padre no se transmiten a la descendencia a través del esperma. Se han informado casos muy raros que requieren más investigación de la herencia mitocondrial paterna en humanos, en los que el genoma mitocondrial del padre se encuentra en la descendencia.[5] Los genes del cloroplasto también pueden heredar uniparentalmente durante la reproducción sexual. Históricamente se cree que se heredan por vía materna, pero la herencia paterna en muchas especies se identifica cada vez más. Los mecanismos de herencia uniparental de una especie a otra difieren mucho y son bastante complicados. Por ejemplo, se ha encontrado que los cloroplastos exhiben modos maternos, paternos y biparentales incluso dentro de la misma especie.[6][7]
- La herencia biparental ocurre en genes extranucleares cuando ambos padres contribuyen con el ADN orgánulo a la descendencia. Puede ser menos común que la herencia extranuclear uniparental, y generalmente ocurre en una especie permisible solo una fracción del tiempo. Un ejemplo de herencia mitocondrial biparental se encuentra en la levadura Saccharomyces cerevisiae. Cuando dos células haploides del tipo de apareamiento opuesto se fusionan, ambas pueden contribuir con mitocondrias a la descendencia diploide resultante.[1][8]

## Mitocondrias mutantes
Poky es un mutante del hongo Neurospora crassa que tiene herencia extranuclear. Poky se caracteriza por un crecimiento lento, un defecto en el ensamblaje del ribosoma mitocondrial y deficiencias en varios citocromos. Los estudios de mutantes poky fueron de los primeros en establecer una base mitocondrial extranuclear para la herencia de un genotipo particular. Inicialmente se descubrió, utilizando cruces genéticos, que el poky se hereda por vía materna. Posteriormente, se determinó que el defecto primario en los mutantes poky era una deleción en la secuencia de ADN mitocondrial que codifica la pequeña subunidad de ARN ribosómico mitocondrial.